# Ораделл (Нью-Джерси)
О́раделл (англ. Oradell) — боро в округе Берген, Нью-Джерси, США и пригород городской агломерации Нью-Йорка. Согласно переписи населения США за 2020 год, население Ораделла составляло 7 981 человек. Ораделл является удобным местом жительства для семей высшего среднего класса и расположен в 24 километрах от центра Манхэттена.
Журнал New Jersey Monthly  поставил Ораделл на 68-е место среди лучших мест жительства в Нью-Джерси и на седьмое место в округе Берген.
Журнал New Jersey Family оценил Ораделл победителем конкурса на "Лучший город в Нью-Джерси для семей с детьми за 2016 год".